# コンピュータアート
コンピュータアート（英語: computer art）とは、作品の制作や展示にコンピュータが重要な役割を果たす芸術の一種である。
コンピュータアートは技術やソフトウェアの急激な変化に基づく進化的性質を伴う。様々な伝統的分野をデジタル技術に統合することで、既存の芸術作品とコンピュータを使ったニューメディア作品の境界はあいまいとなってきている。コンピュータアートの作品の形態は様々であり（画像、音響、アニメーション、ビデオ、CD-ROM、DVD-ROM、Webサイト、アルゴリズム、劇場などでの公演、美術館での展示など）、そこからコンピュータアートを定義することは難しい。コンピュータアートで唯一正しいと言える定義は、「作者がコンピュータを最重要ツールとして使用した芸術作品」ということになる。

## 「コンピュータアート」という言葉
エドモンド・バークレーは、"Computers and Automation"の1963年1月号の表紙にエフィ・アラジが1962年に製作した画像を掲載し、これを「コンピュータアート」として紹介した。この画像は、1963年に初のコンピュータアートコンテストが開催されるきっかけとなった。コンピュータアートという言葉はバークレーが生み出したものである。コンピュータアートコンテストは1973年まで毎年開催され、コンピュータアートの発展における重要なポイントとなった。

## 歴史

デスモンド・ポール・ヘンリーのDrawing Machine 1による絵画。1960年頃。

コンピュータアートの先駆者は1956年から1958年にまで遡り、SAGE防空装置のディスプレイにジョージ・ペティーのピンナップアートを元にした線画の画像が表示されたのが最初である。これは、コンピュータの画面上に初めて表示された人間の絵だった。デスモンド・ポール・ヘンリーは、1960年にHenry Drawing Machine（ヘンリー描画装置）を発明した。彼の作品は、1962年にロンドンのリードギャラリーで展示された。これは、機械で生成されたアートが個展を開く権利を獲得したということである。
1960年代半ばまで、コンピュータアートの作成に携わった人のほとんどは、当時は大学などの研究室でしか利用できないコンピュータを使うことのできた、工学者や科学者であった。多くのアーティストが、コンピュータを新しい創造的なツールとして使用し始めた。1962年の夏、ニュージャージー州マレーヒルのベル研究所で、A・マイケル・ノルがコンピュータをプログラムして、芸術的な目的の視覚的なパターンを生成した。彼はその後、コンピュータ生成パターンでピエト・モンドリアンやブリジット・ライリーによる絵画をシミュレートした。ノルは、1960年代半ばの美的嗜好を調査するためにもコンピュータ生成パターンを使用した。
2つの初期のコンピューターアートの展覧会が1965年に開催された。1965年2月にドイツのシュトゥットガルトにあるTechnische Hochschuleで開催されたGenerative Computergrafikと、1965年4月にニューヨークのHoward Wise Galleryで開催されたComputer-Generated Picturesである。シュトゥットガルトの展示では、ゲオルク・ニースの作品が紹介された。ニューヨークの展示では、ユレス・ベーラとA・マイケル・ノルの作品が取り上げられ、ニューヨーク・タイムズにて「芸術作品」としてレビューされた。1965年11月にシュトゥットガルトのGalerie Wendelin Niedlichで3回目の展覧会が開催され、フリーダー・ナーケとゲオルク・ニースの作品が展示された。1965年末にラスベガスで開催されたAFIPS Fall Joint Computer Conferenceでは、Maughan Masonによるアナログコンピュータアートとノルによるデジタルコンピュータアートが展示された。
1968年、ロンドンの現代芸術協会(ICA)は、サイバネティック・セレンディピティという、コンピュータアートの展覧会を開催した。これは、初期のコンピュータアートの展覧会において最も影響力のあるものの一つである。展覧会の出展者には、ナム・ジュン・パイク、フリーダー・ナーケ、レスリー・メゼイ、ゲオルク・ニース、A・マイケル・ノル、ジョン・ホイットニー、チャールズ・スーリなど、後に最初のデジタルアーティストと見なされることになる人の多くが含まれていた。1年後、ロンドンでコンピュータアート協会が設立された。
1968年8月のサイバネティック・セレンディピティの開幕時に、ユーゴスラビアのザグレブで「コンピュータと視覚研究」というシンポジウムが開催された。
キャサリン・ナッシュとリチャード・ウィリアムズは、1970年にComputer Program for Artists: ART 1を発表した。
ゼロックスのパロアルト研究所(PARC)は、1970年代にグラフィカルユーザインターフェイス(GUI)を開発した。1984年に最初のMacintoshが発売され、GUIが普及した。多くのグラフィックデザイナーは、クリエイティブツールとしての能力をすぐに受け入れた。
アンディ・ウォーホルは、Commodore Amigaを使用してデジタルアートを作成した。彼は、デボラ・ハリーの画像をビデオカメラによりモノクロでキャプチャして、グラフィックプログラムProPaintでデジタル化し、塗りつぶしにより彩色した。

## 出力デバイス
当初は、技術的な問題で出力と印刷結果が制限されていた。初期の装置では、出力はペンとインクによるプロッターを使用しており、描けるのは線画に限定されていた。
1960年代初頭、ベル研究所で、Stromberg Carlson SC-4020マイクロフィルムプリンタを使用して、35 mmマイクロフィルムによるデジタルコンピュータアートのアニメーションが制作された。静止画像がブラウン管に描かれ、自動的に撮影された。アニメーションにするため、35 mmフィルムのロールに一連の静止画像が印刷された。その後、SC-4020プリンタに16 mmカメラが追加されたことで、16 mmフィルムに印刷されるようになった。
1970年代には、ドットインパクト方式によるドットマトリックスプリンタが登場し、様々なフォントや任意のグラフィックが印刷できるようになった。初期のアニメーションは、全ての静止フレームを紙の束に順番にプロットし、それを16 mmフィルムに撮影することで作成された。1970年代から1980年代には、ほとんどの映像の出力の生成にはドットマトリックスプリンタが使用されるようになった。
1976年、インクジェットプリンタが発明され、パーソナルコンピュータでの使用が増加した。インクジェットプリンタは、今日、最も安価で最も汎用性の高いデジタルカラー出力の方式である。通常、ラスタイメージ処理(RIP)は、ラスターイメージプロセッサとしてプリンタに組み込まれているか、ソフトウェアパッケージとして提供される。これは、高品質の出力を行うために必要な処理である。

## グラフィック・ソフトウェア
1982年に創業したアドビシステムズは、ページ記述言語PostScriptやデジタルフォントを開発し、描画と画像操作のソフトウェアを一般的なものにした。1987年に登場したベジエ曲線に基づくベクトル描画プログラムであるAdobe Illustratorと、1990年にトーマス・ノール、ジョン・ノールの兄弟が作ったAdobe Photoshopは、当初はMacIntosh用に開発され、1993年までにDOS/Windowsプラットフォーム用がリリースされた。

## ニューラルネットワークによる画風変換

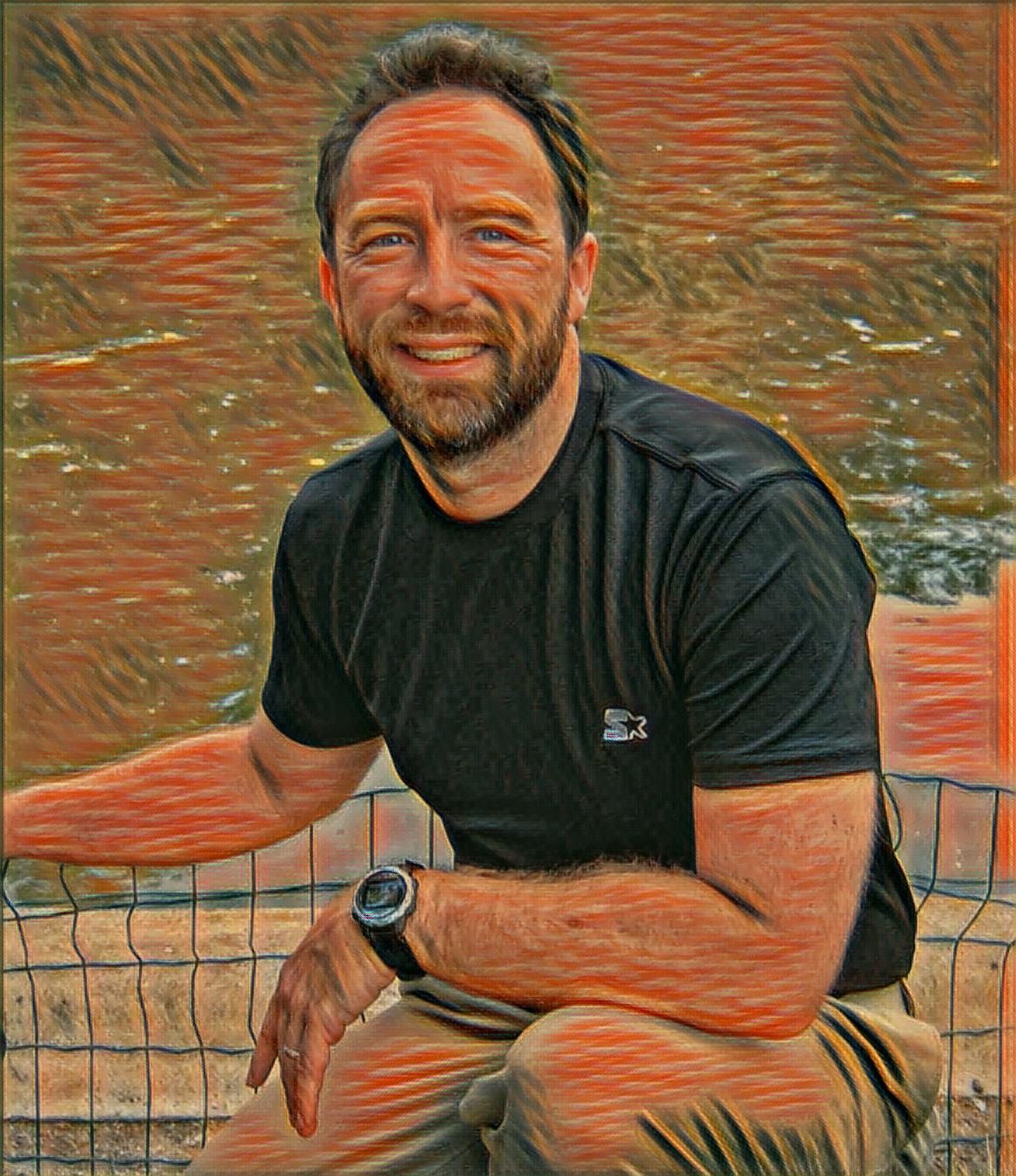
ニューラルネットワークによる画風変換を使用して、「ムンクの叫び」の画風でレンダリングされたジミー・ウェールズの 写真

非写実的レンダリング（コンピュータを使用して画像を様式化されたアートに自動的に変換する技術）が、1990年代から研究対象となっている。2015年ごろ、畳み込みニューラルネットワークを使用して、アートワークの画風を抽出して、それにより写真やその他の対象の画像の画風を変換するneural style transfer（ニューラルネットワークによる画風変換）が実行可能になった。画風変換のある方法では、VGGやResNetなどのフレームワークを使用して、アートワークの画風を視覚的特徴に関する統計に分解する。その後、対象の画像をこれらの統計に合わせて修正する。neural style transferを行うアプリケーションには、Prisma、Facebook Caffe2Go style transfer、MITのNightmare Machine、DeepArtなどがある。